# جون هنري ليك
جون هنري ليك (بالإنجليزية: John Henry Lake)‏ هو دراج أمريكي. شارك في دورة الألعاب الأولمبية الصيفية وفاز بميدالية أولمبية.
كان جون راكب دراجات سباق أمريكي تنافس في أواخر القرن التاسع عشر وأوائل القرن العشرين.ولد في بورت ريتشموند - جزيرة ستاتن.

## الميداليات
| الميدالية | المسابقة                       |
| --------- | ------------------------------ |
| برونزية   | الألعاب الأولمبية الصيفية 1900 |

## روابط خارجية
- جون هنري ليك على موقع أرشيف الدراجات (الإنجليزية)
- جون هنري ليك على موقع أوليمبيديا (الإنجليزية)